# Sesbania herbacea
Sesbania herbacea är en ärtväxtart som först beskrevs av Philip Miller, och fick sitt nu gällande namn av Mcvaugh. Enligt Catalogue of Life ingår Sesbania herbacea i släktet Sesbania och familjen ärtväxter, men enligt Dyntaxa är tillhörigheten istället släktet Sesbania och familjen ärtväxter. Arten har ej påträffats i Sverige. Inga underarter finns listade i Catalogue of Life.

## Bildgalleri

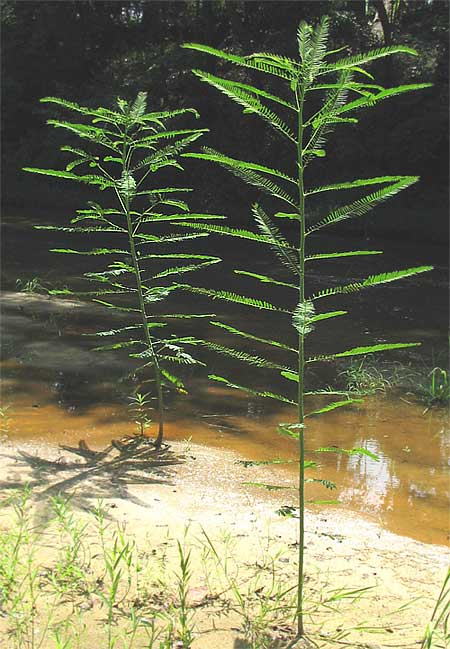